# Tännichtgrundbach
Der Tännichtgrundbach ist der bedeutendste Zufluss zum Lotzebach. Fast sein gesamter Bachlauf bildet mit dem Tännichtgrund, einem bewaldeten Seitental der Elbe, die Stadtgrenze Dresdens mit den Ortsteilen Oberwartha und Niederwartha zu den benachbarten Gemeinden Klipphausen und Wilsdruff.
Er entspringt etwa 300 m nördlich der Autobahnraststätte Dresdner Tor in der Wilsdruffer Gemarkung Kaufbach und fließt von dort in östliche Richtung bis zum Unkersdorfer Weg fast parallel zur Autobahn. Kurz vor dem Unkersdorfer Weg ist in 255 m ü. NN ein Teich aufgestaut, kurz danach nimmt er den Unkersdorfer Hanggraben auf. Ab der Brücke über den Tännichtgrundbach wird der Unkersdorfer Weg Weistropper Weg genannt.
Ab dem Teich fließt der Bach Richtung Nordosten, nach der Brücke dann nach Norden, wobei er sich etwas von der Unkersdorfer Straße entfernt. Das bewaldete Tal, dessen Boden sich relativ schnell von Höhenlagen um 240 m ü. NN auf etwa 220 m ü. NN absenkt, wird Himmelreich genannt.
Bei der Hundesportanlage entspringen zwei Bäche. Während der eine nach Westen in Richtung Prinzbach fließt, mündet der andere in Richtung Osten nach wenigen hundert Metern in den Tännichtgrundbach. Dieser nimmt in seinem Lauf noch zwei weitere kleine Bäche auf, bevor er etwas oberhalb des Stausees Oberwartha nach Westen in Richtung Fuchsloch abknickt.
Kurz darauf führt die Bierallee von etwa 210 m ü. NN aus dem Tännichtgrund heraus bis zur Unkersdorfer Straße in Oberwartha in die Nähe des Endes des Oberen Stausees und überwindet dabei fast 50 Höhenmeter. Am Fuchsloch nimmt der Bach den Laubwaldbach aus östlicher Richtung auf. Von hier führt ein Weg nach Weistropp zur Straße „Am Sportplatz“.
Unterhalb des Fuchsloches befand sich die Tännichtmühle, von der keine baulichen Überreste mehr vorhanden sind. Sie brannte im Jahr 1872 nieder. Es wurde sich gegen einen Wiederaufbau entschieden, auch weil sie den Beinamen Teufelsmühle führte und man weitere Unglücke fürchtete. Dem Teufelsmüller Andreas Reiff, seit 1709 Eigentümer der Mühle, wurde ein Bündnis mit dem Teufel nachgesagt, durch dessen Hilfe er durch Zauberei dem Weistropper Pfarrer und den Anwohnern erheblich zugesetzt haben soll. Die Tännichtmühle wurde von Bernhard von Rothschütz 1553 östlich der Ortslage Weistropp errichtet.
Nicht weit davon liegt leicht oberhalb des Talgrundes das ehemalige Steinbrecherhaus, und noch weiter oben der ehemalige Steinbruch von Oberwartha.
Unterhalb von Oberwartha nimmt der Tännichtgrundbach den Fünf-Brüder-Bach aus westlicher Richtung auf, der am Schafsteich am Fünf-Brüder-Weg entspringt. Etwas nördlich dieses Zuflusses liegt die Gertrudquelle (Gertruds-Quell), deren Wasser über ein kleines Quellbächlein in den Fünf-Brüder-Bach fließen. Bei den Fünf Brüdern handelt es sich um eine Gruppe von fünf Edelkastanien, die auch als Naturdenkmal ausgewiesen werden.
Oberhalb des Zuflusses des Fünf-Brüder-Baches liegt leicht östlich des Lotzebaches ein kleiner Teich, der von zwei kleinen Bächen aus der Richtung des Weistropper Sportplatzes gespeist wird, und an welchem sich früher die Tännichtmühle befand. Dieser Teich besitzt einen kurzen Abfluss in den Tännichtgrundbach.
Kurz darauf führt an Weg aus dem Tännichtgrund zu Löffels Teichen und von dort weiter nach Weistropp zur Kirchensiedlung. Diese Teiche werden von zwei kleinen Bächen aus östlicher Richtung gespeist. Die Wasser fließen gemeinsam in den Tännichtgrundbach ab, den sie weiter unterhalb in etwa 165 m ü. NN erreichen. Einige hundert Meter weiter steht der Kurfürstliche Jagdstein in etwa 155 m ü. NN.
Östlich der Dorotheenstraße in Oberwartha entspringt der Trassengraben, der nach wenigen hundert Metern nordwestlich davon in den Tännichtgrundbach in etwa 150 m ü. NN mündet.
Nördlich des Trassengrabens und westlich des Tännichtgrundes liegt mehr als 40 m über der Talsohle der Böhmerwall, eine frühgeschichtliche slawische Burganlage. Er gehört zu einem ganzen System von Wallanlagen. Die nächste Anhöhe in Richtung Westen wird durch die Wallanlage Heiliger Hain besetzt. In Richtung Norden liegt der mächtige Burgberg Niederwartha in 207 m ü. NN schon über 70 m über dem Tännichtgrund. Der Bach muss hier zwischen dem Burgberg und der gegenüberliegenden Teufelskanzel (195 m ü. NN) von der Nordostrichtung abweichen. Er verläuft zwischen Niederwarthaer Straße (Weistropp) und Oberwarthaer Straße in einem leichten Bogen Richtung Westen.
Vor den beiden Bergen nimmt er den Weistropper Hanggraben und danach den Weistropper Graben auf. Zwischen diesen beiden Zuflüssen verzweigt sich der Bach und bildet mit dem rechten Lauf den kleinen, länglichen Burgbergteich (Mühlteich).
Kurz oberhalb des Zuflusses aus dem Weistropper Graben biegt der Bach nach Nordosten ab. Hier lag kurz vor der Brücke der Tännichtgrundstraße die Tännichtgrundmühle (auch Obermühle, Schneidemühle oder Appeltmühle genannt), deren Gebäude noch heute erhalten ist.
Nach der Brücke verzweigt sich der Bach erneut in zwei Läufe, deren rechter (östlicher) einen weiteren Mühlteich bildet. Die Wasser fließen jetzt getrennt zwischen Tännichtgrundstraße und Friedrich-August-Straße talwärts und vereinigen sich wenige hundert Meter weiter an der ehemaligen Rysselmühle (Reibig Mühle), auch Unter Mühle Niederwartha genannt. Diese lag kurz vor der Brücke der Friedrich-August-Straße.
Nach dieser Brücke fließt der Bach bis zur nahen Brücke der Meißner Straße leicht östlich der Weistropper Straße. Hier lag früher die Rysselmühle (Reibig Mühle).
Kurz nach dieser Brücke mündet er in 100,15 m ü. NN in den Lotzebach. Beim Zusammenfluss führt der Tännichtgrundbach durchschnittlich 51 % der Wassermenge des Lotzebaches, womit er mit Abstand dessen größter Zufluss ist. Nach nur 91 m erreichen die gemeinsamen Wasser die Elbe.
Bis 1875 floss der Bach noch direkt in die Elbe, durch den Bau der Eisenbahn ist sein letzter Abschnitt aber verschwunden.